# Vương quốc Mataram

Bản đồ lãnh thổ của Vương quốc Mataram cổ đại.

Vương quốc Mataram, hay còn có tên gọi khác Sanjaya (gọi theo tên vương triều cai trị), là một nhà nước từng tồn tại ở Trung Java, sau đó là ở Đông Java và Bali từ khoảng thế kỷ 8 đến thế kỷ 10. Đây là nhà nước theo đạo Phật và đạo Hindu. Theo các nhà nghiên cứu lịch sử của Indonesia thì nhà nước này tên là Mataram là kinh đô đầu tiên và lâu nhất của nó.

## Hình thành
Bia ký Canggal, tìm thấy ở làng Canggal phía tây nam thị trấn Megalang, khắc năm 732 bằng tiếng Phạn ghi lại rằng sau khi vua Sanna qua đời, xứ Yawadwipa của ông bị chia cắt và hỗn loạn. Cháu, con người em gái của ông, là Sri Sanjaya lên kế vị và đã thống nhất trở lại đất nước, đem lại hòa bình và thịnh vượng.
Còn Carita Parahyangan, một cuốn sách được đời sau viết, thì kể rằng vua Sanna bị vua xứ Galuh là Purbasora đánh bại và phải chạy lên núi Merapi. Kế vị Sanna là Sri Sanjaya đã giải phóng được đất nước, cai trị toàn đảo Java và Bali. Sri Sanjaya còn chiến đấu với các vua của Srivijaya.
Sri Sanjaya là người sáng lập Mataram và vương triều Sanjaya. Triều Sanjaya nắm vương quyền của Mataram đến năm 928. Các vua triều Sanjaya xưng là majahara (Đại Đế).
Có một thuyết cho rằng, kình địch với Mataram là Sailendra ở Trung Java. Sailendra sau đó đã trở thành bá chủ ở Trung và Đông Java; còn Mataram trở thành chư hầu. Quan hệ bá chủ - chư hầu giữa Sailendra và Mataram có thể được củng cố bằng con đường hôn nhân. Vua Sailendra là Samaratungga đã gả con gái mình là Pramodhawardhani cho vua Pikatan của Mataram. Tuy nhiên, chính Pakita là người đã đánh bại Balaputra, vua của Sailendra, chấm dứt sự tồn tại của Sailendra. Học giả Colin Brown, tác giả cuốn A Short History of Indonesia, có lẽ cũng cho rằng vương quốc Sailendra chính là vương quốc Mataram khi ông cho rằng đỉnh cao trong nghệ thuật xây dựng của Mataram chính là ngôi đền Borobudur.
Trong khi đó, các nhà nghiên cứu lịch sử của Indonesia thì cho rằng không có chuyện hai dòng họ cai trị hai nước lớn trong cùng thời điểm ở cùng Trung Java. Theo họ, chỉ có một dòng họ cai trị ở Trung Java. Sri Sanjaya theo đạo Hindu Shiva, nhưng con của ông là Panangkaran đã cải đạo và theo Phật giáo Đại thừa và nhiều đời vua tiếp sau cũng theo Phật giáo Đại thừa. Từ thời Pikatan, các đấng cai trị Java lại trở lại theo đạo Hindu Shiva. Giai đoạn các vua theo Phật giáo, Mataram chính là Sailendra.
Trong phần lớn thời gian, các vua Mataram đóng đô ở Mataram, một nơi nào đó trong đồng bằng Prambanan, gần Yogyakarta và Prambanan ngày nay. Tuy nhiên, thời vua Rakai Pikatan, kinh đô ở Mamrati. Sau đó, đến thời vua Balitung, kinh đô dời đến Poh Pitu. Hiện các nhà nghiên cứu vẫn không rõ Mamrati và Poh Pitu chính xác là đâu, chỉ biết là ở đồng bằng Kedu, có thể thuộc phạm vi của các huyện Magelang hoặc Temanggung. Đến thời vua Wawa, kinh đô lại dời về Mataram.

## Chuyển về phía Đông

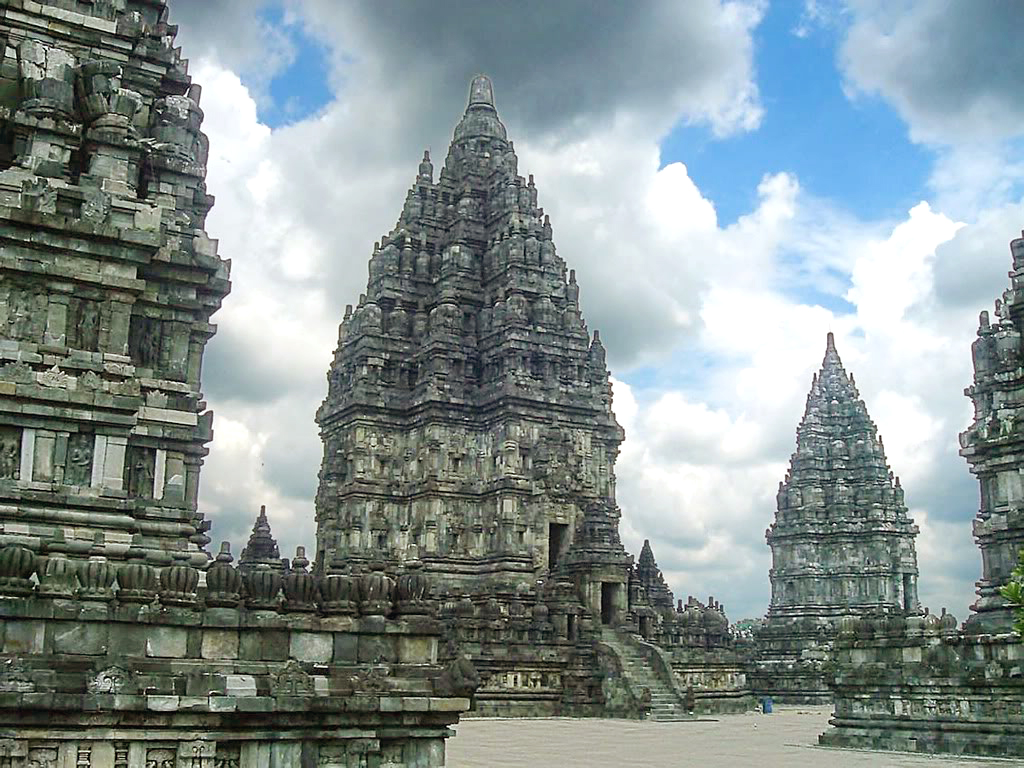
Ngôi đền thờ Shiva trong tổ hợp đền Prambanan ở Prambanan, Yogyakarta.

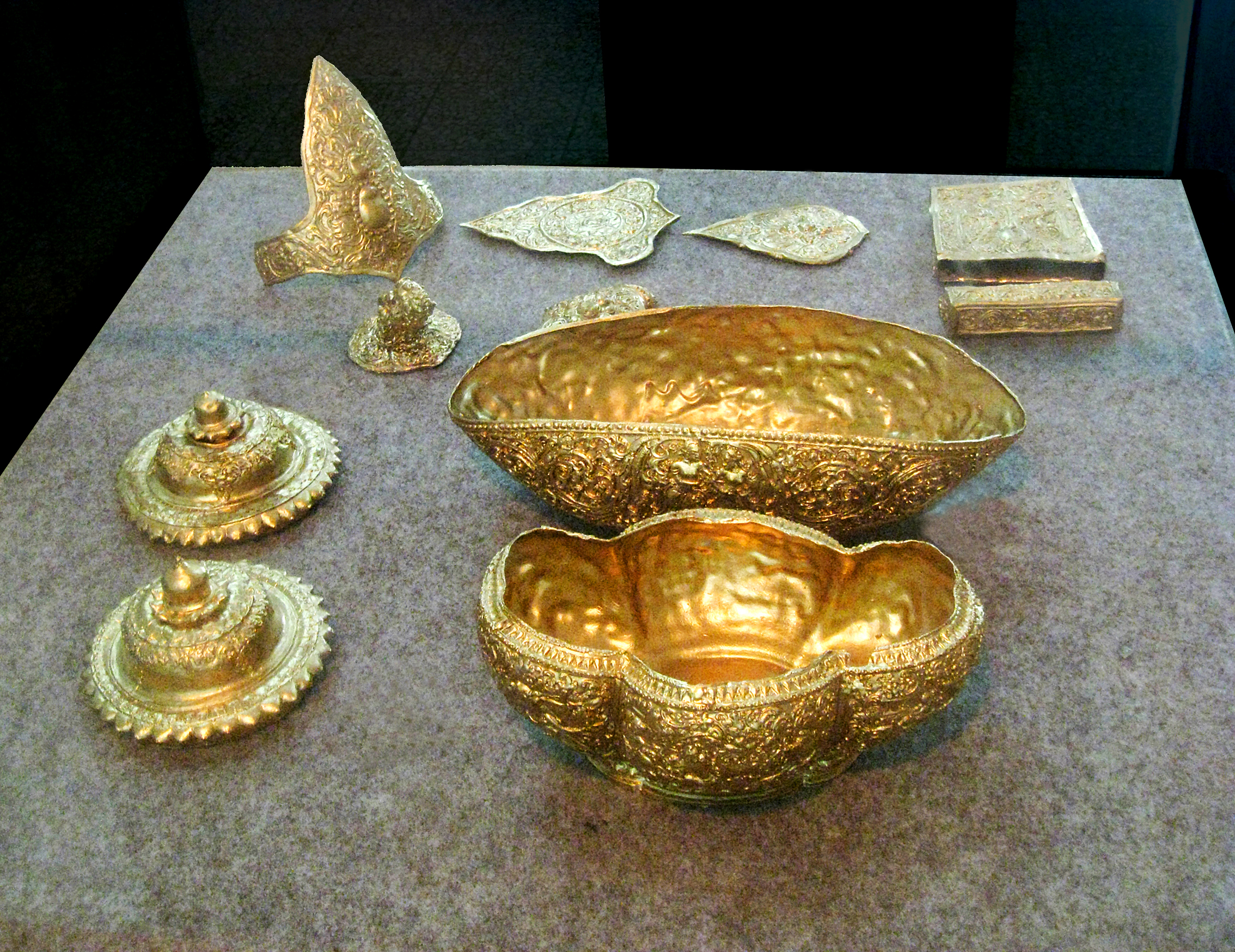
Những đồ dùng bằng vàng cho thấy sự giàu có của Mataram.

Khoảng năm 929, vua Mpu Sindok đã dời trung tâm quyền lực của vương quốc từ Trung Java về Đông Java. Vị vua này là người sáng lập triều Isyana. Các nhà nghiên cứu lịch sử không chắc chắn vì sao lại có sự di chuyển này. Một giả thuyết có thể là vì núi lửa Gunung Merapi hoạt động. Dấu tích của việc này còn tìm thấy ở một vài ngôi đền như Sambisari, Morangan, Kedulan, và Pustakasala bị vùi dưới nham thạch của Merapi. Một giả thuyết khác là do bị Srivijaya tấn công. Thung lũng sông Brantas có một vị trí địa lý quan trọng trong kiểm soát thương mại hàng hải về hướng đông và trong buôn bán gia vị-hương liệu. Đây có thể là động cơ tấn công của Srivijaya.
Vua Sindok đã cho dời đô về Tamwlang rồi tiếp tục dời về Watugaluh. Các nhà nghiên cứu lịch sử cho đó nay là các khu vực Tambelang và Megaluh gần Jombang ngày nay ở Đông Java. Vua tiếp theo là Dharmawangsa lại cho dời đô về Wwatan, nay là Wotan gần Madiun. Dharmawangsa cũng chính là người đã ra lệnh biên dịch Mahabharata sang tiếng Java cổ vào năm 996.

## Diệt vong
Cuối thế kỷ 10, Mataram và Srivijaya kình địch với nhau. Nguyên nhân có thể là vì lý do kiểm soát con đường thương mại hàng hải như đề cập ở trên, hoặc là vì Balaputra muốn giành lại Trung Java. Như đề cập ở trên, Balaputra là vua Sailendra (và cũng có thể là vua Mataram theo đạo Phật nếu các sử gia Indonesia đúng). Có giả thuyết rằng mẹ ông là công chúa Srivijaya. Giữa Srivijaya và Sailendra có quan hệ đồng minh thân thiết được củng cố bằng quan hệ hôn nhân. Khi bị Pikatan đánh bại, Balaputra phải chạy sang Srivijaya rồi được chọn làm người kế vị vua ở đó. Khi thành majahara của Srivijaya, ông có thể muốn quay lại chiến đấu giành lại Trung Java.
Năm 990, vua Dharmawangsa tấn công Srivijaya bằng đường biển, nhưng không chiếm được kinh đô Palembang. Cuộc tấn công của Dharmawangsa đã khiến vua của Srivijaya khi đó là Chulamaniwarmadewa phải cầu viện nhà Tống. Năm 1006, Srivijaya đẩy lui được quân Mataram. Và để trả thù, quân Srivijaya đã trợ giúp vua Wurawari của Lwaram nổi dậy, tấn công và tàn phá hoàng cung Mataram. Dharmawangsa và nhiều thành viên hoàng tộc bị giết. Vương quốc Mataram sụp đổ.

## Tổ chức nhà nước
Dựa theo thông tin từ các đoàn sứ thần, tư liệu của Trung Quốc đã cho biết: Họ dựng những thành luỹ bằng gỗ, và ngay cả những toà nhà lớn cũng lợp bằng lá cọ. Họ có giường bằng ngà và chiếu bằng nam tre. Xứ sở đó sản xuất ra đồi mồi, vàng, bạc, sừng tê giác và ngà voi,...
Đất nước được quản lý bởi 32 vị thượng thư và một quan tể tướng đứng đầu là Taskakanhiong.
Cũng theo tư liệu từ Trung Quốc - Tân Đường thư, đoàn sứ thần đầu tiên của vương triều mới Sanjaya được cử tới Trung Quốc vào năm 860.

## Văn hóa
Xã hội Java cổ phân tầng phức tạp, cộng với sự tinh tế trong nghệ thuật và văn hóa, được chứng minh bằng hàng loạt cảnh khác nhau ở các phù điêu chạm khắc trên các ngôi đền có niên đại từ thời vương quốc Mataram. Vương quốc này đã để lại một số ngôi đền và di tích. Các ngôi đền Hindu Prambanan tráng lệ ở vùng lân cận Yogyakarta được xây dựng dưới thời vua Pikatan và Balitung cai trị là ví dụ rõ ràng của nền nghệ thuật và kiến trúc cổ đại Mataram Mataram.
Tổ hợp đền đồ sộ thờ ba vị thần tối cao của đạo Hindu là Shiva, Brahma, Vishnu. Đây là ngôi đền Hindu lớn nhất từng được xây dựng tại Indonesia, bằng chứng về sự giàu có và thành tựu to lớn về văn hóa của vương quốc. Các ngôi đền Hindu khác có niên đại thời Vương quốc Mataram gồm Sambisari, Gebang, Barong, Ijo, và đền Morangan.
Trong thời gian từ thế kỷ 9 đến giữa thế kỷ 10 ở vương quốc Mataram, nền văn hóa, nghệ thuật và văn học, phát triển rực rỡ. Văn học Mataram phát triển chủ yếu chủ yếu nhờ biên dịch các kinh điển của đạo Hindu, đạo Phật, song nó còn có tác dụng truyền tải và giúp tiếp nhận những tư tưởng đạo Hindu và đạo Phật. Các bức phù điêu minh họa sử thi Ramayana của đạo Hindu đã được khắc trên những bức tường của ngôi đền Prambanan. Chính trong thời gian này, Kakawin Ramayana, một phiên bản bằng tiếng Java cổ của Ramayana đã được sáng tác. Tác phẩm Kakawin Ramayana này, cũng được gọi là Yogesvara Ramayana, có lẽ là sáng tác của Yogesvara, một quan lại trong triều đình của Mataram vào khoảng thế kỷ 9. Tác phẩm bao gồm 2.774 khổ thơ theo phong cách manipravala, một hỗn hợp của tiếng Phạn và ngôn ngữ văn xuôi tiếng Java cổ xưa. Phiên bản có ảnh hưởng nhất của Ramayana là Ravanavadham của Bhatti, thường được gọi là Bhattikavya. Đây là phiên bản Ramayana bằng tiếng Java cổ khác nguyên mẫu Hindu khá nhiều.
Chiếc bình Wonoboyo bằng vàng được phát hiện vào năm 1990, cho thấy sự thịnh vượng về kinh tế và trình độ cao về nghệ thuật và văn hóa cũng như khiếu thẩm mỹ sâu sắc của vương quốc Mataram. Hiện vật này cho thấy năng lực thủ công tinh xảo, khiếu thẩm mỹ và kỹ thuật của thợ kim hoàn Java cổ xưa. Trên bề mặt của các đồng tiền vàng được chạm chữ "ta", viết rút gọn của "tail" hay "tahil" một đơn vị tiền tệ ở Java cổ. Người ta đoán chiếc bình được chế tác vào thời vua Balitung (899-911). Báu vật này là của một quý tộc hoặc một gia đình dòng dõi hoàng tộc.
Tên của vương quốc Mataram được nhắc đến trong bia ký bằng đồng Laguna có niên đại 822 Saka (tức năm 900), phát hiện ra tại Manila, Philippines. Việc phát hiện bia ký viết bằng chữ Kawi và một loại tiếng Mã Lai cổ xen lẫn rất nhiều từ vay mượn từ tiếng Phạn và cùng với một vài yếu tố ngôn ngữ không phải Mã Lai mà không rõ là tiếng Java cổ hay tiếng Tagalog cổ, cho thấy người dân hoặc quan lại của vương quốc Mataram đã tiến hành các hoạt động ngoại thương và ngoại giao với những quốc gia hay lãnh thổ khác trong khu vực xa tới tận Philippines, và từng tồn tại sự liên hệ giữa các vương quốc cổ ở Indonesia và Philippines.

## Các majahara của Mataram
- Sanjaya (732—760)
- Panangkaran (760—780)
- Warak (800—819)
- Garung (819—838)
- Pikatan (838—850)
- Kayuwangi (850—898)
- Balitung (898—910), cũng có thể chính là Balaputradewa, majahara của Srivijaya
- Daksa (910—919)
- Tulodong (919—924)
- Wawa (924—929)
- Mpu Sindok (929—947)
- Sri Isyana Tunggawijaya (947—985)
- Dharmawangsa (985—1006)

## Xung đột với vương quốc Srivijaya
Năm 992, sau khi lên ngôi vua Dharmavamca đã bắt đầu một chính sách hiếu chiến với quốc gia láng giềng là Srivijaya ở đảo Sumatra, đội quân của Mataram đã vượt biển tấn công và tàn phá thủ đô Palembang của Srivijaya, tiếp đó là các cuộc xung đột lẻ tẻ thường xuyên giữa hai nước. Tới năm 1006, sau khi đã hồi phục lại, vương quốc Srivijaya đã quyết định mở cuộc tấn công sang đảo Java trả thù lại, cuộc chiến tranh năm 1006-1007 đã để lại hậu quả nghiêm trọng cho Mataram, thủ đô ở Java bị thất thủ, triều đình chuyển đô về miền đông sang đảo Bali, vương quốc Mataram bị tan rã và sụp đổ

## Các tiểu quốc kế thừa
Sau cuộc chiến 1006-1007 với Srivijaya, vương quốc Mataram sụp đổ, tới năm 1019 một hậu duệ của vương triều Sanjaya là Airlanga xưng vương hiệu Rake Halu Sri Lokevara Dharmavamca ở đảo Bali, được sự giúp đỡ của các quý tộc cũ cùng với sự suy yếu của Srivijaya ông đã lần lượt chinh phục các lực lượng cát cứ sau sự sụp đổ của Mataram, tới năm 1037 ông đã hoàn thành việc khôi phục lại phần lớn lãnh thổ cũ của Mataram
Năm 1049, Airlanga chết, trước khi mất ông đã chia vương quốc của mình thành hai vương quốc nhỏ hơn là Jangala và Panjalu cho hai người con trai của ông với hai bà vợ khác nhau, với vương quốc Jangala nằm ở miền đông và Panjalu ở phía tây